# Ingrid Butts
Ingrid Butts (* 30. Juli 1963 in Denver) ist eine ehemalige US-amerikanische Skilangläuferin.

## Werdegang
Butts startete international erstmals bei den Nordischen Skiweltmeisterschaften 1989 in Lahti. Ihre besten Platzierungen dort waren der 31. Platz über 30 km Freistil und der 11. Rang mit der Staffel. Bei den Olympischen Winterspielen 1992 in Albertville belegte sie den 48. Platz in der Verfolgung, den 47. Rang über 5 km klassisch und den 13. Platz mit der Staffel. Bei den Olympischen Winterspielen 1994 in Lillehammer kam sie auf den 53. Platz über 5 km klassisch und auf den 50. Rang in der anschließenden Verfolgung. Im Jahr 1991 gewann sie den American Birkebeiner.